# 李善後
李善後 (1894年—1951年)，字仲宇，號頑石，湖南省慈利縣人，少將警備司令兼旅長。

## 生平
曾就讀於湖南陸軍小學及湖北武昌陸軍中學。在陸軍中學期間，曾參予辛亥革命，為同盟會會員。1914年8月入保定軍官學校第三期步兵科第五連學習，1916年12月畢業。
曾參予國民革命軍北伐革命，於湖南省軍政界任職多年。北伐其間，曾參與驅逐軍閥張敬堯之役、援鄂之役、解放軍閥袁祖銘之役、二次北伐西平洛河臨穎之役及平江寶慶討逆之役。1925年曾任慈石庸保安司令，還任團長、局長等職。1935年在擔任駐洪江第四區保安司令部參謀長時，創辦雄溪女子初級中學。抗日戰爭期間，曾擔任洪江少將保安司令，參予創辦了洪達中學 (現洪江市立一中)。1939年，谷正倫任湘黔路護路司令，設憲兵司令部駐芷江，時任芷江少將警備司令兼保安旅第一旅旅長。1943年在家鄉慈利九溪創辦了漊江中學 (現慈利縣立二中)，任首任董事長。還曾任大庸縣縣長、國防部少將部員、少將高參等職。1951年逝世於長沙。